# Николадзе, Николай Яковлевич
Николай Яковлевич Николадзе (груз. ნიკო (ნიკოლოზ) იაკობის ძე ნიკოლაძე; 27 сентября [9 октября] 1843, Кутаиси, Кутаисская губерния, Российская империя — 5 апреля 1928, Тифлис, ЗСФСР, СССР) — грузинский публицист, просветитель и общественный деятель.
Известен в первую очередь вкладом в развитие грузинской либеральной журналистики и участием в различных экономических и социальных проектах своего времени в России.

## Биография
Родился в грузинском селе Джихаиси (Имеретия) в семье состоятельного дворянина Якова Ивановича Николадзе. После окончания Кутаисской гимназии в 1860 году он поступил на юридический факультет Санкт-Петербургского университета. За активное участие в студенческих выступлениях 1861 года был арестован, отбывал наказание в Шлиссельбургской крепости, впоследствии помилован с условием выезда из пределов России. Выйдя на свободу в 1861 году он посетил Грузию, познакомился с грузинскими шестидесятниками-тергдалеулеби и стал одним из них, после чего отправился учиться в Цюрихский университет. В 1864 году Николадзе получил диплом магистра наук Цюрихского университета, защитив диплом на тему «Разоружение и его социально-экономические последствия».
Во время своего пребывания в Цюрихе через Поля Лафарга познакомился с Карлом Марксом, несколько раз встречался с ним и получил предложение стать представителем Первого Интернационала в Закавказье. Николадзе отклонил предложение, поскольку на тот момент его взгляды были ближе к русским революционным демократам, Н. Г. Чернышевскому и Н. А. Добролюбову, с которыми он встречался и впоследствии несколько лет сотрудничал в Санкт-Петербурге.
Николай Яковлевич публиковался в журнале «Современник» (1864 год), принимал деятельное участие в кавказской печати, поместил ряд критических и публицистических статей в грузинских изданиях и в «Тифлисском Вестнике». В 1877 году Николадзе печатал в «Тифлисском Вестнике» и «Голосе» корреспонденции с театра войны в Малой Азии. В 1878 году он основал в Тифлисе большую ежедневную газету «Обзор», обратившую на себя внимание как талантливостью, так и энергичной борьбой с цензурой. Через два года газета была закрыта, а сам публицист выслан в Ставрополь. В начале 1880-х годов он принимал участие в журнале «Отечественные Записки», позднее писал в тифлисской газете «Новое Обозрение».
В 1875 года Николадзе сыграл решающую роль в организации первого в Грузии дворянского земельного банка. Убеждая знакомых дворян, Николадзе и Илья Чавчавадзе сумели собрать акционерные взносы на крайне скромные 170 000 рублей, председателем правления стал Чавчавадзе, а Нико Николадзе вошёл в правление как директор. Позже ещё одним директором был избран Иван Мачабели. Вскоре после запуска банка между Николадзе и Чавчавадзе возник конфликт по поводу использования прибыли банка: Николадзе рассчитывал, что прибыль банка будет направлена на новые экономические начинания в Грузии, в том числе на новые технологии в сельском хозяйстве и на помощь крестьянам в выкупе земель. Однако Чавчавадзе использовал прибыль банка на открытие школ грузинского языка, музеев и общественно-культурных организаций, аргументируя такой подход первостепенностью сохранения языка и национальной культуры, даже в ущерб социальному прогрессу. Иван Мачабели поддержал консервативную почвенную политику Чавчавадзе, оставив Николадзе в меньшинстве.
Также Николадзе был деятельным гласным нескольких городских дум на Кавказе. По его инициативе в 1875 и 1876 годах тифлисское городское общественное управление первое в России выполнило миллионное сооружение местного водопровода не концессионным, а хозяйственным способом. В 1880-х и 1890-х годах Николай Яковлевич посвятил себя по преимуществу железнодорожным и нефтяным предприятиям.
Николадзе пользовался доверием левых кругов России. Во второй половине 1882 года он сыграл существенную роль в переговорах Исполнительного комитета «Народной воли» и тайной монархической организацией «Священная дружина». Монархисты опасались теракта во время задержавшейся коронации Александра III и предлагали народовольцам отказаться от террора в обмен на ряд уступок со стороны правительства. Эти контакты происходили через журналистов К. А. Бороздина со стороны монархистов и Н. Я. Николадзе и С. Н. Кривенко со стороны народовольцев. Переговоры были прерваны после предательства Дегаева, сообщившего о слабости и неспособности организации к новым действиям.
В 1894 году Николадзе был избран и в течение 12 лет был избранным городским головой черноморского портового города Поти, составил план и руководил работами по расширению местного порта на городской счёт и эксплуатации его городским общественным управлением.
В том же году в Тифлисе было возобновлено издание литературно-общественного журнала «Моамбэ», вокруг журнала объединились представители национального движения во главе с Нико Николадзе. Николадзе считал, что будущее Грузии в следовании по пути установления политического, экономического и социального строя, существующего в западно-европейских странах и укрепления грузинской национальной буржуазии, что определило направленность журнала. Издание журнала продолжалось до конца 1905 года.
Вскоре после Февральской революции 1917 года Николадзе, как один из видных представителей грузинской интеллигенции, поддерживал идею полной независимости Грузии от России; был избран почётным председателем Национально-демократической партии Грузии.
В годы грузинской республики (1918—1921) активно участвовал в социально-экономической жизни страны. В 1920 году Николадзе возглавлял делегацию в Европе общества по экспорту марганцевой руды из города Чиатура. С 1920 по 1926 годах жил и работал в Лондоне.
В 1926 году (через 5 лет после советизации Грузии в феврале — марте 1921 года), вернулся на родину.

## Память
Был похоронен в Тбилиси, в Дидубийском пантеоне, но в 1957 году его прах был перезахоронен в Мтацминдском пантеоне писателей и общественных деятелей Грузии.
Именем Нико Николадзе названа улица в Тбилиси.
1 июля 1951 года в селе Диди Джихаиши был открыт Дом-музей Нико Николадзе.
29 июля 1954 года в городском центральном парке города Поти был установлен бюст Нико Николадзе работы потийского скульптора Акакия Чхаидзе. Открыл бюст В. Л. Замбахидзе. Впоследствии бюст с постаментом демонтировали и установили у дома-музея Нико Николадзе в селе Диди Джихаиши.
В 1982 году в Поти на территории порта был установлен памятник Нико Николадзе.

## Семья
До вступления в первый брак Николадзе имел связь с Анной Макаровой из Петербурга, забеременевшей от него и умершей родами в 1872 году. Родившаяся внебрачная дочь Нино Макарова выжила, Николадзе оплачивал её содержание в петербургском приюте.
- дочь Нино Макарова (1872—1959), была впоследствии взята из приюта второй женой Николадзе, Ольгой Гурамишвили, и воспитывалась в семье Николадзе вместе с родными детьми Ольги Александровны. Впоследствии Нино Макарова вышла замуж за Ивана Зурабишвили.

- правнучка Саломе Зурабишвили — французский дипломат и пятый президент Грузии.
- правнучка Элен Каррер д’Анкосс (1929—2023)— историк, политолог, занимала кресло номер 14 в Французской академии.

Первая супруга — Богумила Земянская, брак закончился разводом в 1883 году. От неё Николадзе имел сына, который умер в младенчестве, и двух дочерей:

- дочь Нино «Телико», вышла замуж за французского генерала Луи де Кока.
- дочь Элизабет «Лоло», вышла замуж за бельгийского государственного деятеля Камилла Гюисманса. Брак оказался неудачным, Лоло ушла от мужа, вернулась в Грузию и покончила жизнь самоубийством[12].

Вторая супруга — Ольга Александровна Гурамишвили (1855—1940). Дети:
- дочь Русудан (1884—1981). В 1911 году вышла замуж за российского историка Михаила Полиевктова. Профессор органической химии Тбилисского государственного университета
- сын Георгий (1888—1931), один из основоположников советской грузинской математической школы. Жена — Жоржетта Вахтанговна Гамбашидзе, внучка протоиерея Давида Гамбашидзе[14].
- дочь Тамара (1892—1939), вышла замуж за математика Николоза Мусхелишвили.

Нико Николадзе являлся родным дядей (братом матери) и одним из фактических воспитателей (вместе со своими сестрами Екатериной Яковлевной и Анной Яковлевной Николадзе) рано осиротевших Ираклия Церетели, Елены (Элико) Церетели-Деломон († 1950 год) и Левана Церетели († 1918 год).